# Mädchenschule (Biel)

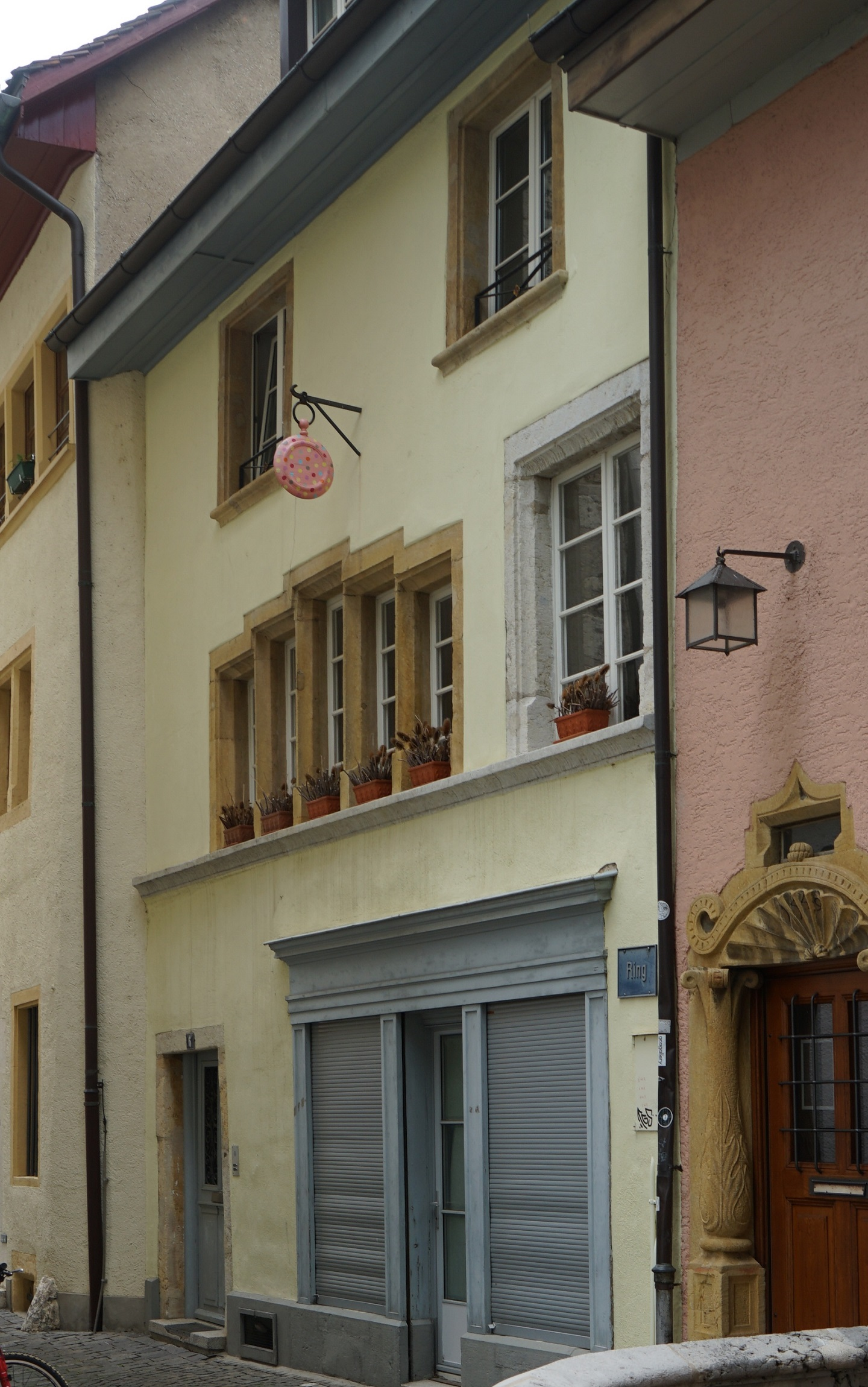
Ansicht des Hauses (2022)

Die ehemalige Mädchenschule in Biel (französisch Bienne) im Kanton Bern in der Schweiz bestand von 1544 bis 1842 im Haus Ring 6. Das älteste Schulhaus der Stadt ist gemäss dem Bauinventar des Kantons «um 1555» erbaut.

## Lage
Das Bauwerk liegt in einem schmalen Durchgang im Quartier Altstadt (Vieille ville) zwischen dem Pfarrhaus im Süden und dem Zunfthaus zu Waldleuten am «Ring». Westlich des Durchgangs liegt der Chor der reformierten Stadtkirche.

## Geschichte
Die Stadt Biel richtete um 1470 ihre Schule neben dem Pfarrhaus ein. Diese diente als Mädchenschule, nachdem 1544 an der Untergasse ein neues Schulhaus erbaut wurde. Das Gebäude wurde vermutlich zwischen 1544 und 1555 erneuert. Die allgemeine Schulpflicht wurde im Kanton Bern im Jahr 1835 eingeführt und die Mädchenschule 1842 verlegt. Seitdem diente das Gebäude als Wohnhaus und erhielt um 1890 einen Ladeneinbau.
Das Haus wurde 2000 umgebaut, dabei wurden die Baubefunde im Inneren zerstört. Das Haus wurde 2003 als «schützenswert» in das «Bauinventar» der Denkmalpflege des Kantons rechtswirksam aufgenommen. Es gehört zu der «historisch und architektonisch hoch bedeutenden Bebauung» neben der Stadtkirche und ist als ehemaliges Schulhaus auch «kulturhistorisch von Interesse». Kulturgüter-Objekte der «Kategorie C» wurden (Stand: Juni 2022) noch nicht veröffentlicht.

## Beschreibung
Das Gebäude ist ein Putzbau mit drei Geschossen, der sich auf einem unregelmässigen Grundriss erhebt. Bedingt durch die Lage zwischen den Häusern «4» (Pfarrhaus), «8» und «10» ist die «schlichte» Rückfront sehr viel schmaler als die Vorderfront. Die «sehr schöne» spätgotische Fassade wird durch ein fünfteiliges Staffelfenster über einem Kehlgesims geprägt. Das zweite Fenster im ersten Obergeschoss ist jüngeren Datums. Das zweite Obergeschoss zeigt zwei Fensterachsen. Die Fenster wurde erneuert, haben jedoch ihre alte Teilung. Die Fenstergewände sind profiliert. Die Eingangstür und die «qualitätvolle» Ladenfront wurden um 1890 eingebaut. Der Bau trägt ein Satteldach, die Dachgauben sind ebenfalls jüngeren Datums. Am Haus ist das Strassenschild «Ring» angebracht, dieser hat als einzige Strasse der Stadt keine zweisprachige Ausschilderung. 

## Belege
1. 1 2 3  Denkmalpflege des Kantons Bern: Biel/Bienne, Ring 6. In: Bauinventar des Kantons Bern. Kanton Bern, abgerufen am 18. Januar 2024.

Koordinaten: 47° 8′ 29,4″ N, 7° 14′ 48,4″ O; CH1903: 585446 / 221188